# Seznam letališč v Kazahstanu
To je seznam letališč v Kazahstanu, razdeljenih po lokaciji.

## Letališča
Imena letališč, ki so prikazana krepko, označujejo, da je letališče načrtovalo potniške storitve s komercialno letalsko družbo.
| Služi mestu   | ICAO | IATA | Ime letališča                                 |
| ------------- | ---- | ---- | --------------------------------------------- |
| Aktau         | UATE | SCO  | Letališče Aktau                               |
| Aktobe        | UATT | AKX  | Letališče Aktobe                              |
| Almati        | UAAR | BXJ  | Letališče Boraldaj                            |
| Almati        | UAAA | ALA  | Mednarodno letališče Almati                   |
| Arkalik       | UAUR | AYK  | Letališče Arkalik                             |
| Atbasar       |      | ATX  | Letališče Atbasar                             |
| Atirau        | UATG | GUW  | Letališče Atirau                              |
| Bajkonur      | UAON |      | Letališče Jubilejnij                          |
| Balhaš        | UAAH | BXH  | Letališče Balhaš                              |
| Ekibastuž     | UASB | EKB  | Letališče Ekibastuž                           |
| Karaganda     | UAKK | KGF  | Letališče Sari-Arka (Letališče Karaganda)     |
| Kokšetau      | UACK | KOV  | Letališče Kokšetau                            |
| Kostanaj      | UAUU | KSN  | Letališče Kostanaj                            |
| Kizilorda     | UAOO | KZO  | Letališče Kizilorda                           |
| Nur-Sultan    | UACC | TSE  | Mednarodno letališče Nursultan Nazarbajev     |
| Oral          | UARR | URA  | Letališče Oral Ak Zhol (Letališče Uralsk)     |
| Oskemen       | UASK | UKK  | Letališče Oskemen (Letališče Ust-Kamenogorsk) |
| Pavlodar      | UASP | PWQ  | Letališče Pavlodar                            |
| Petropavl     | UACP | PPK  | Letališče Petropavl (Letališče Petropavlovsk) |
| Semipalatinsk | UASS | PLX  | Letališče Semej (Letališče Semipalatinsk)     |
| Šimkent       | UAII | CIT  | Mednarodno letališče Šimkent                  |
| Taldikorgan   | UAAT | TDK  | Letališče Taldikorgan                         |
| Taraz         | UADD | DMB  | Letališče Taraz                               |
| Urzhar        | UASU | UZR  | Letališče Urzhar                              |
| Usharal       |      | USJ  | Letališče Usharal                             |
| Vostočnij     |      |      | Letališče Uš Tobe                             |
| Zajšan        | UASZ | SZI  | Letališče Zajšan                              |
| Jezkažgan     | UAKD | DZN  | Letališče Jezkažgan                           |